# Armin Weier
Armin Weier (ur. 27 lipca 1956 w Loitz) – wschodnioniemiecki zapaśnik walczący w stylu wolnym. Olimpijczyk z Moskwy 1980, gdzie zajął dziewiąte miejsce w kategorii 82 kg.
Szósty na mistrzostwach Europy w 1976 roku.
Mistrz NRD w 1978; drugi w 1976 i 1979 roku.